# 12 Dywizjon Artylerii Ciężkiej (1939)
12 dywizjon artylerii ciężkiej (12 dac) – pododdział artylerii ciężkiej Wojska Polskiego.
Dywizjon nie występował w pokojowej organizacji wojska. Został sformowany pod koniec sierpnia 1939 roku, we Lwowie, przez 6 pułk artylerii ciężkiej z przeznaczeniem dla 12 Dywizji Piechoty.
W jego skład weszły dwie trzydziaławe baterie: armat 105 mm i haubic 155 mm.

## 12 dac w kampanii wrześniowej

### Mobilizacja
12 dywizjon artylerii ciężkiej został sformowany przez 6 pułk artylerii ciężkiej, jako jedyny w ramach mobilizacji alarmowej w grupie "czerwonej" w czasie od A+30 do A+42, w dniach 23-26 sierpnia 1939 roku.

### Działania bojowe
Z uwagi na brak transportu kolejowego 12 dac wyjechał w ślad za macierzystą 12.DP dopiero 3 września. W nocy z 5 na 6 września wyładował się w Kunowie na wschód od Skarżyska Kamiennego. Nocą 6/7 września pomaszerował celem dołączenia do 12 DP zajmującą obronę w rejonie Skarżyska. 12 dac wszedł w skład Zgrupowania płk. dypl. S. Łańcuckiego broniącego szosy Końskie-Skarżysko Kam. Wieczorem 7 września bez styczności z wojskami niemieckimi dywizjon przeszedł do lasów starachowickich i 8 września zajął stanowiska ogniowe w rejonie Marcule. W trakcie przemarszu przez Skarżysko dywizjon pobrał dodatkową amunicję z fabryki amunicji. Następnie 12 dac rozpoczął dalszy marsz ku Wiśle, przez Prędocin, Rzechów. 8 września niemiecki 9 pułk kawalerii zmot. 3 Dywizji Lekkiej około 16:00, dążył do okrążenia Iłży od południa. Skoncentrowany ogień artylerii w tym 12 dac zmusił Niemców do wycofania się. Ok. godz.18:00 Niemcy powtórnie nacierali na Iłżę, a 12 DP na Kotlarkę. Polska 3 Dywizja Piechoty Leg. zatrzymała Niemców, a piechota 12 DP wsparta skutecznie ogniem artylerii 12 pułku artylerii lekkiej i 12 dac zdobyła Kotlarkę w nim dużo sprzętu, szczególnie motorowego.
Nocą 8/9 września 12 dac maszerował z południową kolumną 12 DP przez Kotlarkę, Prędocin w rejon Ciecierowa. Rano 9 września, po dotarciu do dworu Borsuki, okazało się, że droga jest zamknięta przez stanowiska obronne oddziałów 3 DLek. 12 dac rozwinął stanowiska ogniowe i o godz.6.30 wsparł ogniowo natarcie kolumny północnej 12.DP na Podkońce i Kolonię Rzechów. Natarcie polskie nie powiodło się, wkrótce ponownie przystąpiono do natarcia, lecz wprowadzony niemiecki 67 batalion czołgów, rozbił czołowy batalion I/51 pułku piechoty, powodując zamieszanie, a następnie panikę w oddziałach 12 DP. Obie baterie 12 dac ogniem „na wprost” ostrzeliwały niemieckie czołgi i piechotę, osłaniając własne oddziały. W walce z czołgami dywizjon utracił większość dział i uległ częściowemu rozproszeniu. Po południu tego samego dnia w lasach starachowickich, w rejonie Piotrowego Pola, zebrała się część dywizjonu z dwoma działami. Na rozkaz dowódcy dywizji rozwiązano dywizjon, zniszczono działa i sprzęt. Żołnierze dywizjonu małymi grupkami starali się dostać za Wisłę, udało się to nielicznym. Mjr Szmendziak-Szymański dotarł do Lwowa, tam na wiadomość o kapitulacji miasta przed sowietami popełnił samobójstwo.

## Organizacja i obsada personalna
- Dowódca dywizjonu - mjr Wacław Szmendziak-Szymański[4]
- dowódca 1 baterii armat - ppor. rez. Franciszek Sierz
  - oficer ogniowy - ppor. Sergiusz Madea
- dowódca 2 baterii haubic - por. Michał Walcuch
- dowódca kolumny amunicyjnej - ppor. rez. inż. Józef Baraniecki